# Cäcilie-Bleeker-Park

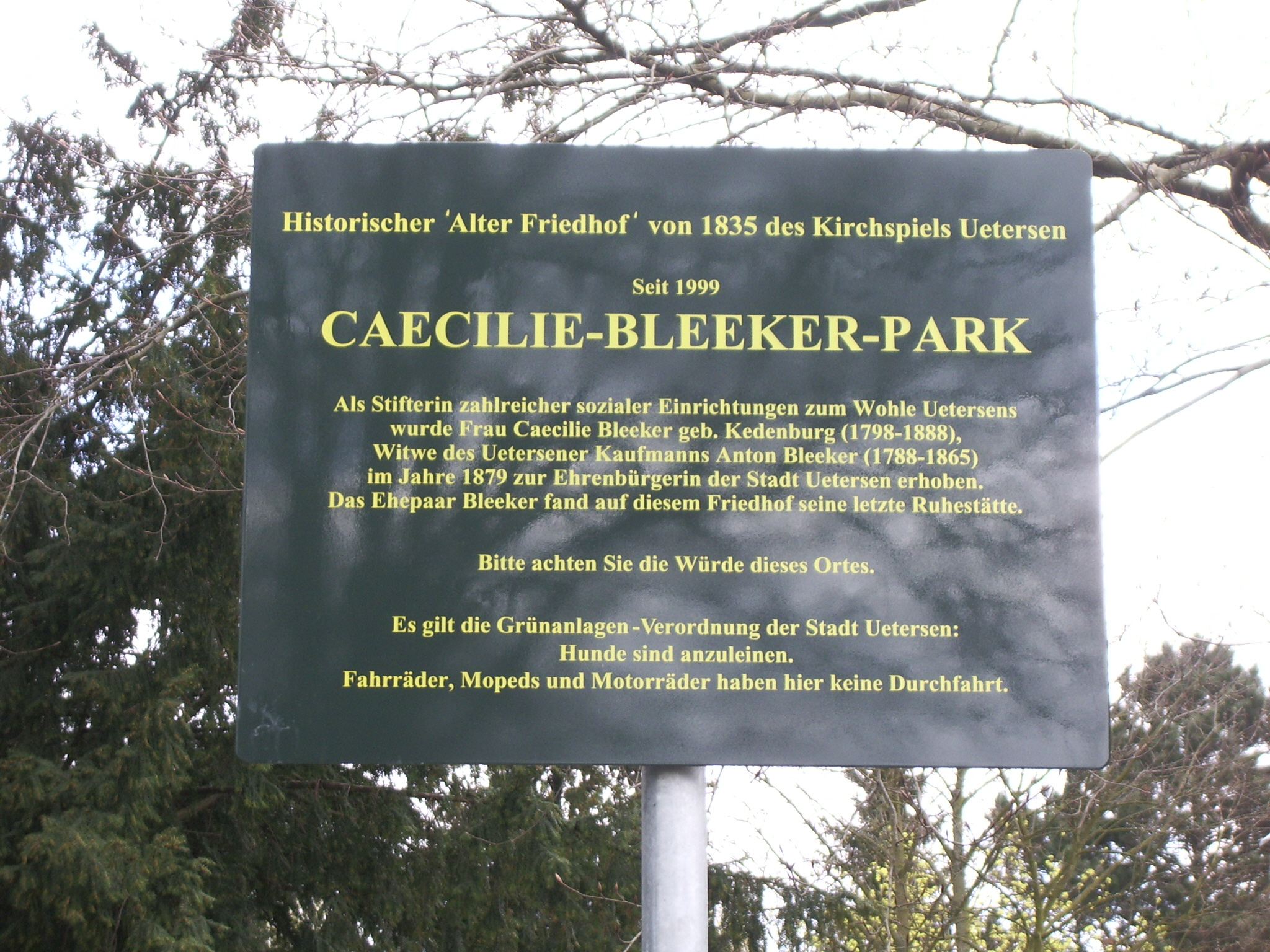
Hinweisschild am Eingang des Parks

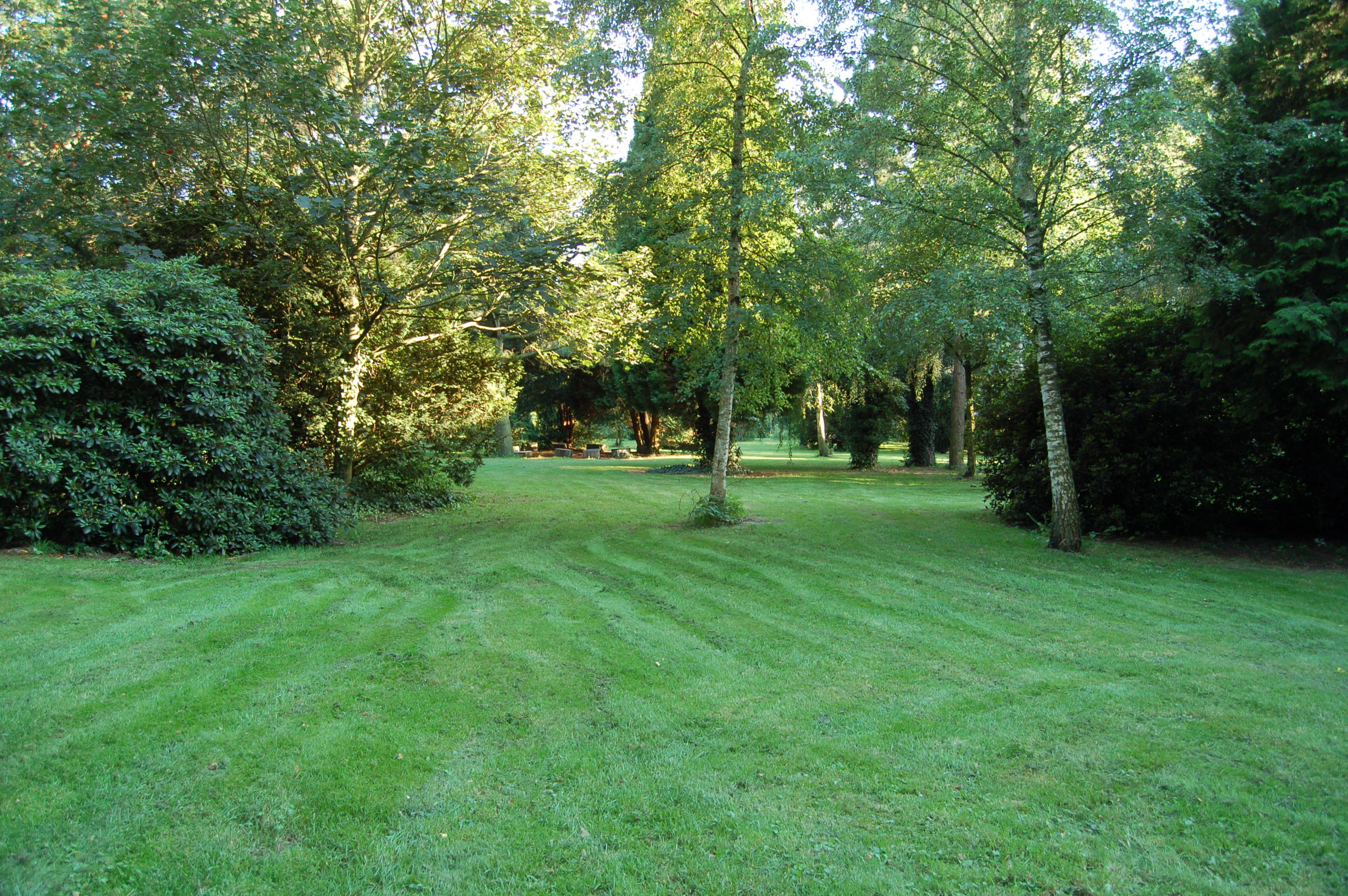
Teilansicht des Parks

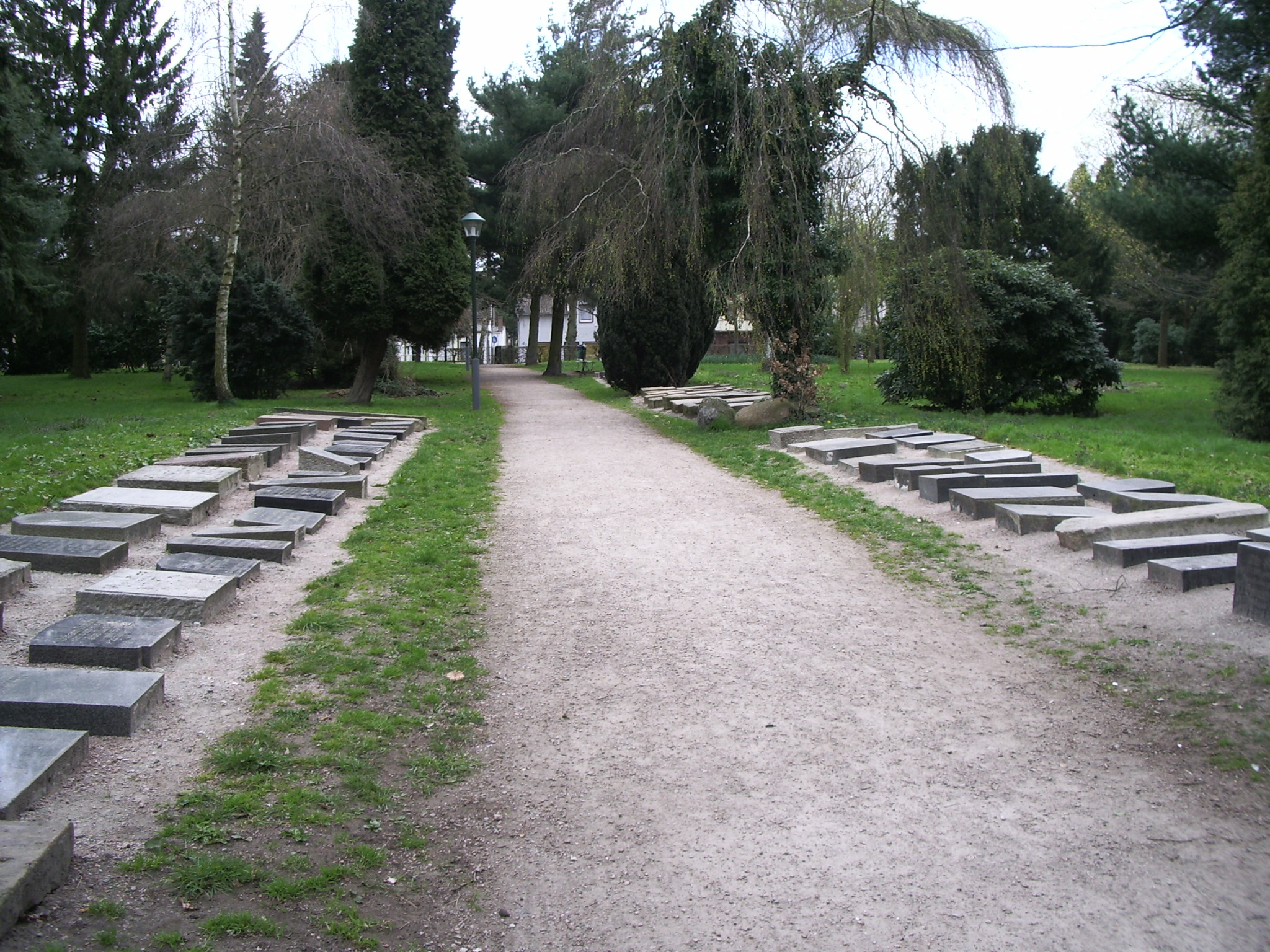
Einer der Hauptwege durch den Park mit historischen Grabsteinen (vor der Zerstörung durch Mitarbeiter des Uetersener Bauhofs)

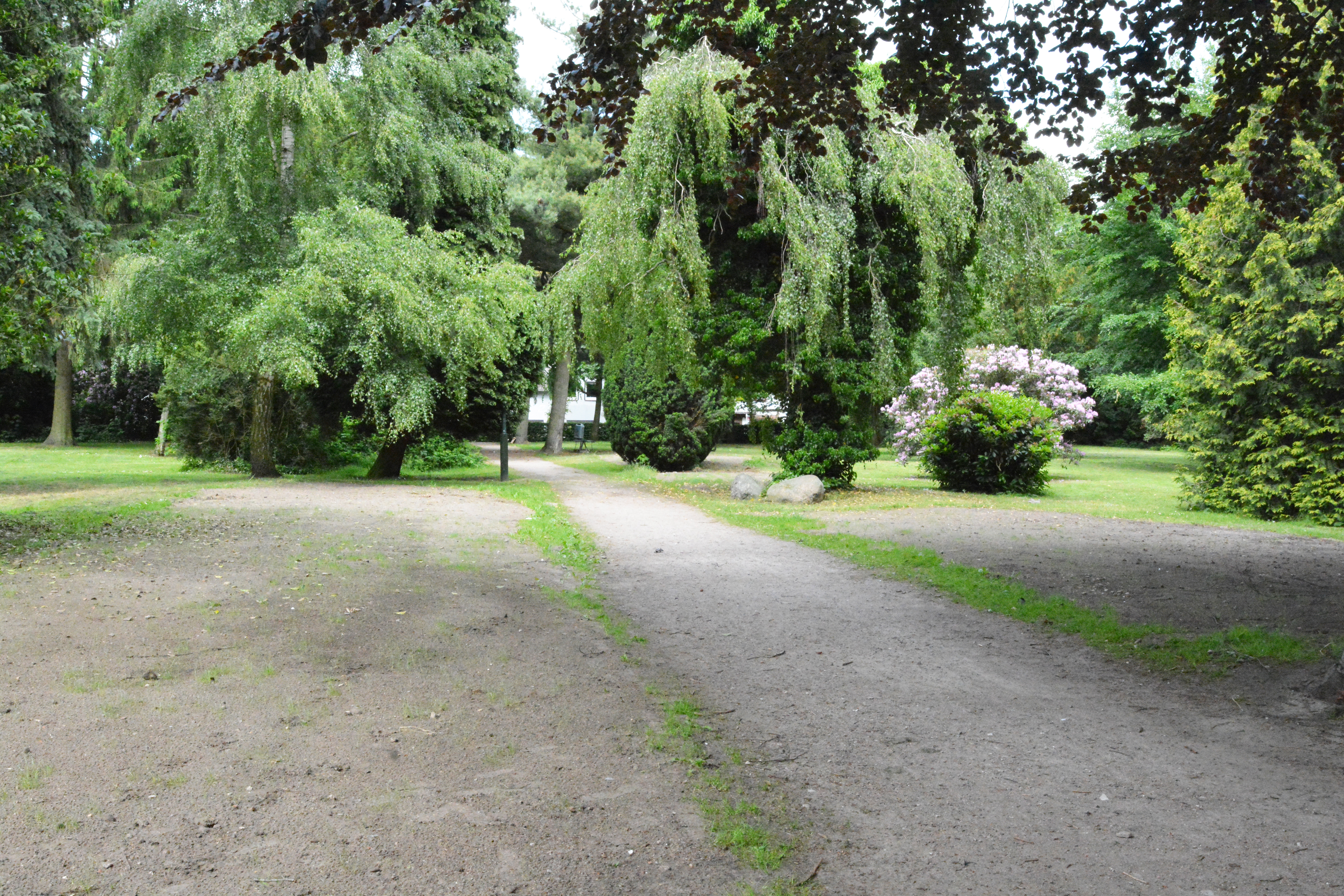
Aktueller Zustand nach der Beseitigung der historischen Grabsteine

Der Cäcilie-Bleeker-Park ist eine Parkanlage in Uetersen.
Dieser Park entstand aus dem ehemaligen Alten Friedhof und wurde nach der Uetersener Wohltäterin und ersten Ehrenbürgerin in Schleswig-Holstein Cäcilie Bleeker (1798–1888) benannt. Sie war zudem Stifterin zahlreicher sozialer Einrichtungen, wie einer Mädchenschule und dem Krankenhaus der Stadt Uetersen.

## Geschichte
Um 1833 begann die Planung für den Bau eines neuen Friedhofs, da der Klosterfriedhof zu klein geworden war. Im Jahr 1835 wurde er eröffnet. Da der Friedhof bei der damaligen Klostermühle lag und sich auch eine weitere Wassermühle in der Nähe befand, durften auf diesem Platz keine Bäume gepflanzt werden. Es gab die Befürchtung, das die großen Bäume den Mühlen den Wind nehmen würden. Deswegen befinden sich vergleichsweise wenige große Bäume auf diesem Platz. Nachdem auch dieser Friedhof zu klein geworden war, wurde er ab 1965 nicht mehr mit neuen Gräbern belegt. 
In der Zeit bis 1990 wurde dort nur noch Grabpflege betrieben. 1992 wurde dann der Friedhof für 100.000 D-Mark an die Stadt verkauft, mit der Auflage, ihn für die Bürger in einen begehbaren Park umzugestalten. Nach der Pflege und Umgestaltungsmaßnahmen bekam er 1999 den Namen Cäcilie-Bleeker-Park und geriet später in die Kritik der Bürger. Er zeige den Besuchern eher „Ein Bild der Verwahrlosung“. Daraufhin beschloss der Schleswig-Holsteinische Heimatbund und der Trägerverein des Stadt- und Heimatgeschichtlichen Museums den Park mitzugestalten. Daraufhin wurde der Park auch auf Landesebene gewürdigt. Der Park ist täglich bis zum Einbruch der Dunkelheit betretbar. Dort befinden sich alte Gräber von bedeutenden Uetersenern wie Cäcilie Bleeker und Ludwig Meyn.
Der Park ist als Kulturdenkmal anerkannt und steht deshalb unter Denkmalschutz
- Siehe auch: Liste der Kulturdenkmale in Uetersen
- Siehe auch: Bildtafel der Kulturdenkmale in Uetersen

## Kulturelle Zerstörung
Im Juni 2015 wurden von Mitarbeitern des städtischen Bauhofs, auf Anweisung, rund 100 historische, teils über 600 Jahre alte Grabsteine aus dem Park entfernt und unwiederbringlich durch einen Steinmetz zerstört. Unter ihnen auch jene der Schauspielerin und Theaterpädagogin Margarete Pix und des Theologen, Propst und Mitglied der Holsteinischen Ständeversammlung Johann Bröker. 
Die Entfernung der Grabsteine löste eine Welle der Empörung und eine überregionale Berichterstattung der Medien aus. Dieser Fall zeigte mal wieder auf, wie achtlos mit unseren Kulturgütern umgegangen wird, so in einem Fernsehbericht des NDR.
Das Kieler Landesamt für Denkmalpflege äußerte sich dazu dass dieser Vorfall leider sehr gut aufzeigt, dass solche Kulturstätten gepflegt und erhalten werden müssen, gerade um diese viel mehr in das Bewusstsein der Öffentlichkeit zu rücken. 
Wegen der Zerstörung von historischen Grabsteinen im Cäcilie-Bleeker-Park droht der Stadt zurzeit ein Bußgeldverfahren. Über den Wert der Steine und somit die Höhe eines Bußgeldes entscheidet aber nicht der Kreis Pinneberg, sondern das zuständige Landesamt für Denkmalpflege in Kiel, wo der Fall jetzt geprüft wird. Davon wird auch abhängen, ob es sich bei der Beseitigung um eine Ordnungswidrigkeit handelt. Unabhängig von der rechtlichen Einstufung waren die Grabsteine auf jeden Fall denkmalwürdig, so der Kreissprecher Oliver Carstens.
Ob der Park den Status als Kulturdenkmal beibehält, ist noch nicht entschieden worden.

## Gräber
Nur noch wenige Gräber sind im Park vollständig erhalten, darunter befinden sich auch einige Gefallenendenkmäler. Die meisten Grabstellen wurden bei Umgestaltungsmaßnahmen aufgelöst, und einige wenige dieser Grabsteine sind im Park erhalten geblieben.

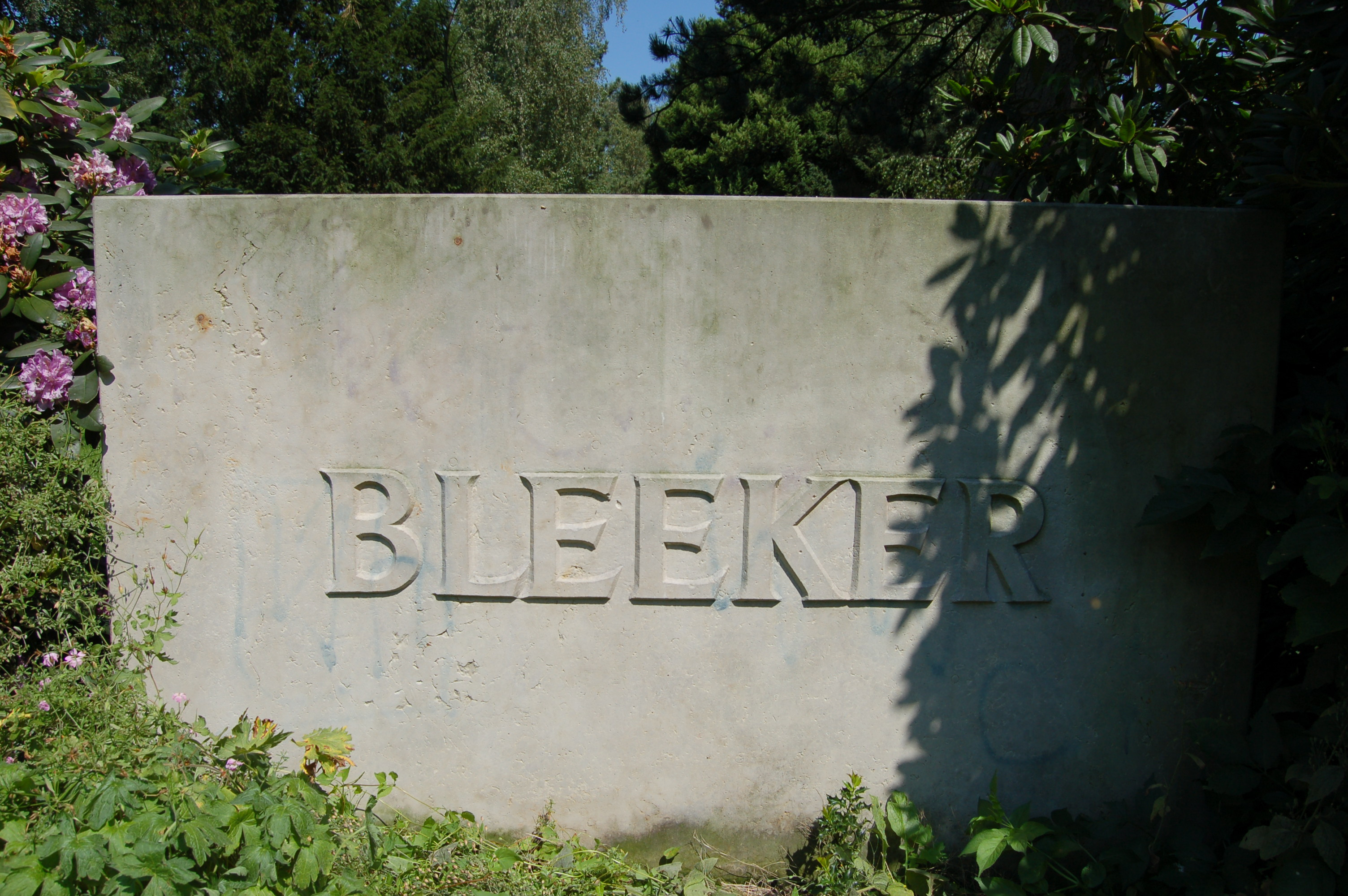
Grabstein von Anton und Cäcilie Bleeker.
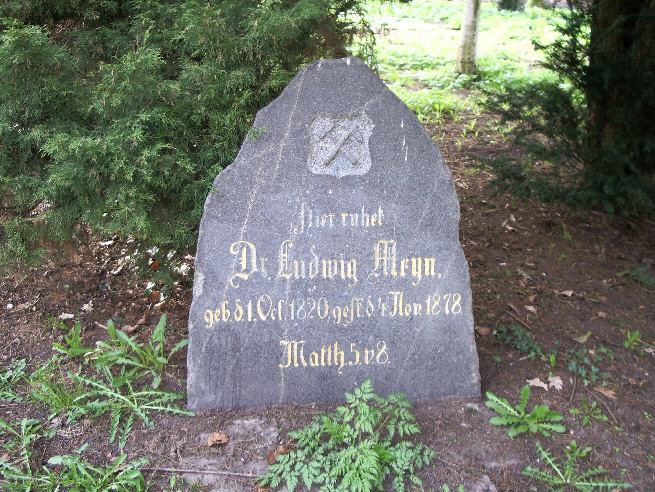
Grabstein des Agrarwissenschaftlers Ludwig Meyn.
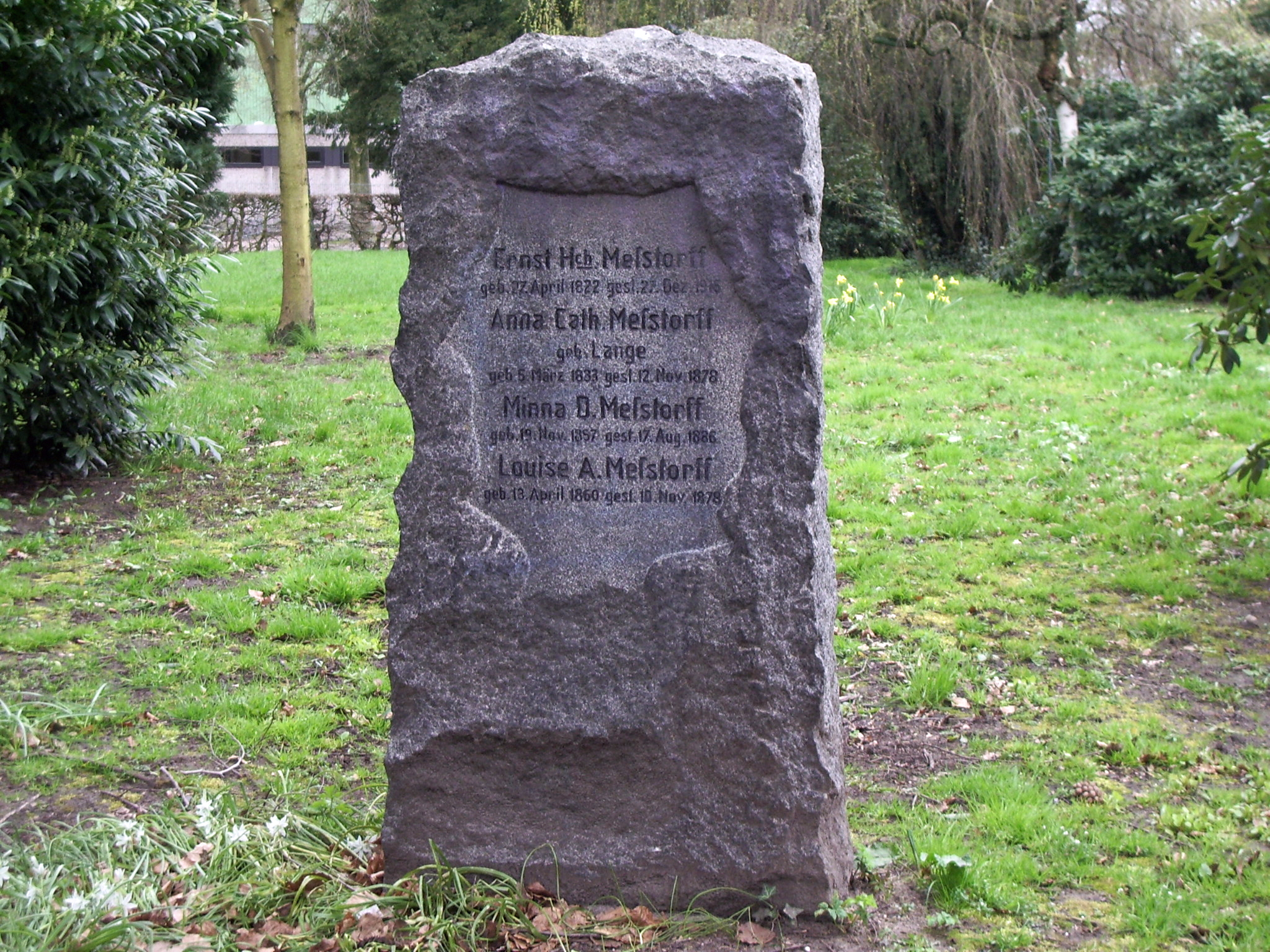
Grabstein der Familie Meßtorff, Ernst-Heinrich Meßtorff war der erste Bürgermeister der Stadt
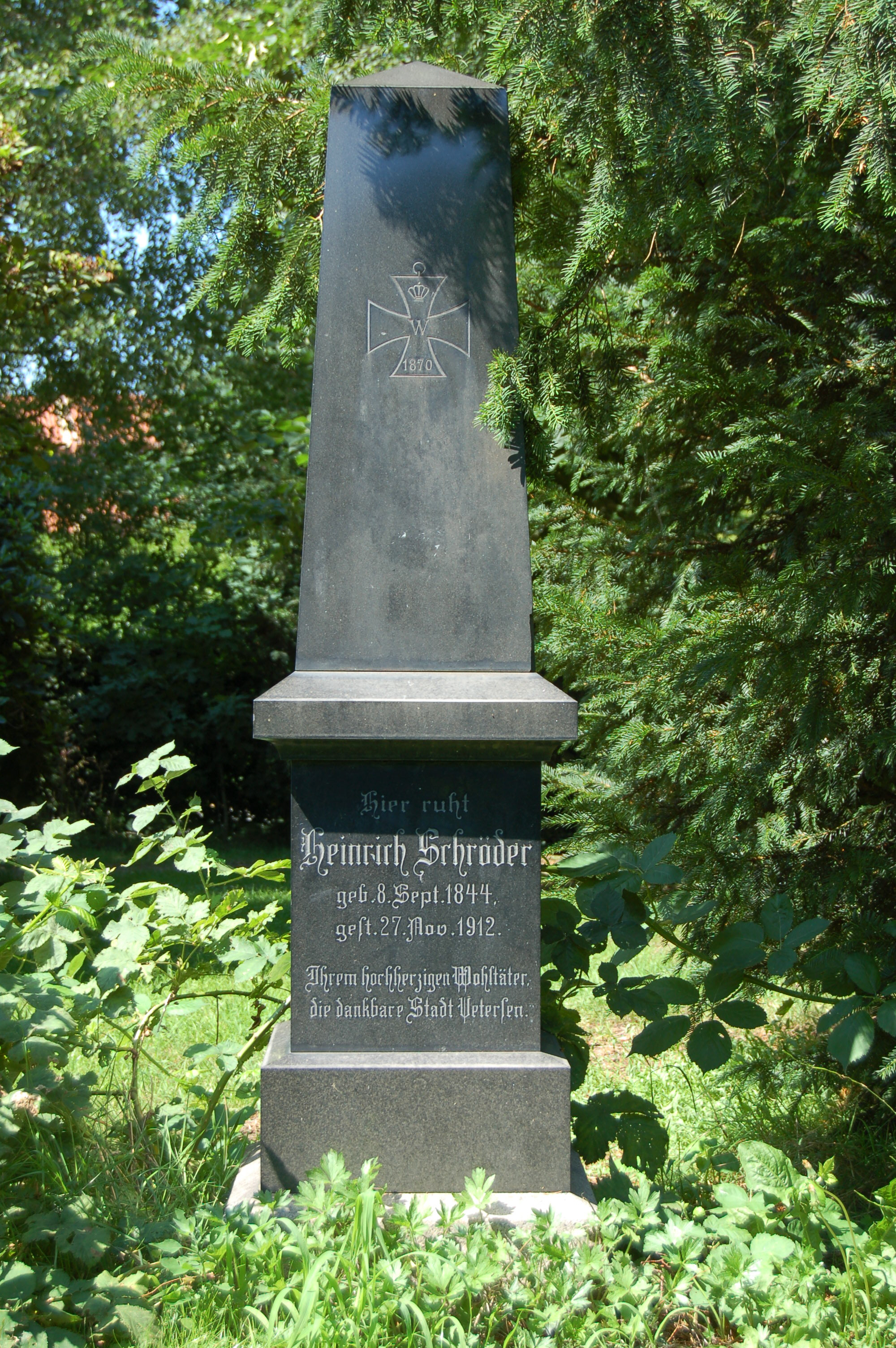
Grabstein von Heinrich Schröder, einem der Wohltäter der Stadt.
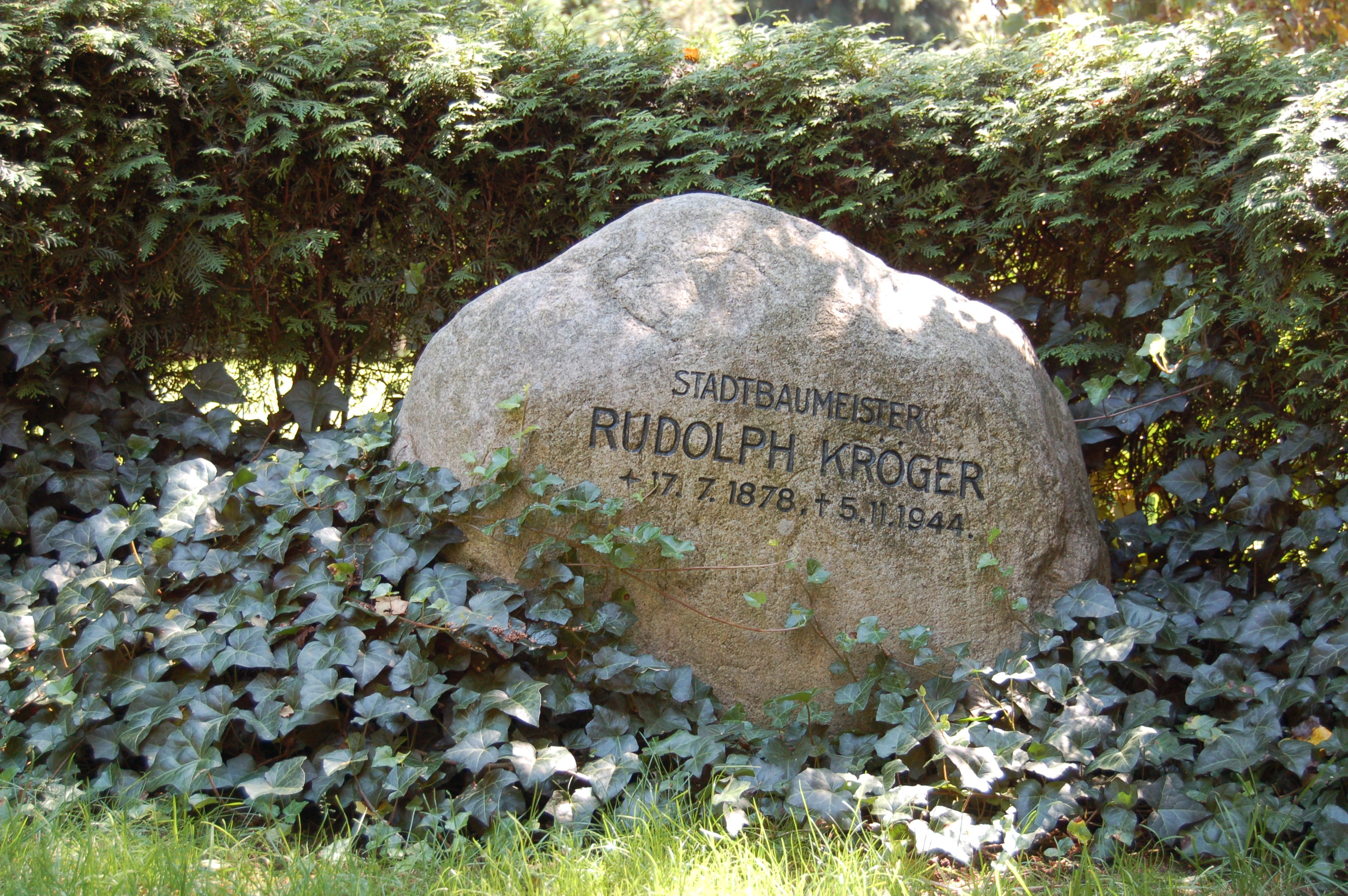
Grabstein des Stadtbaumeisters Rudolph Kröger.
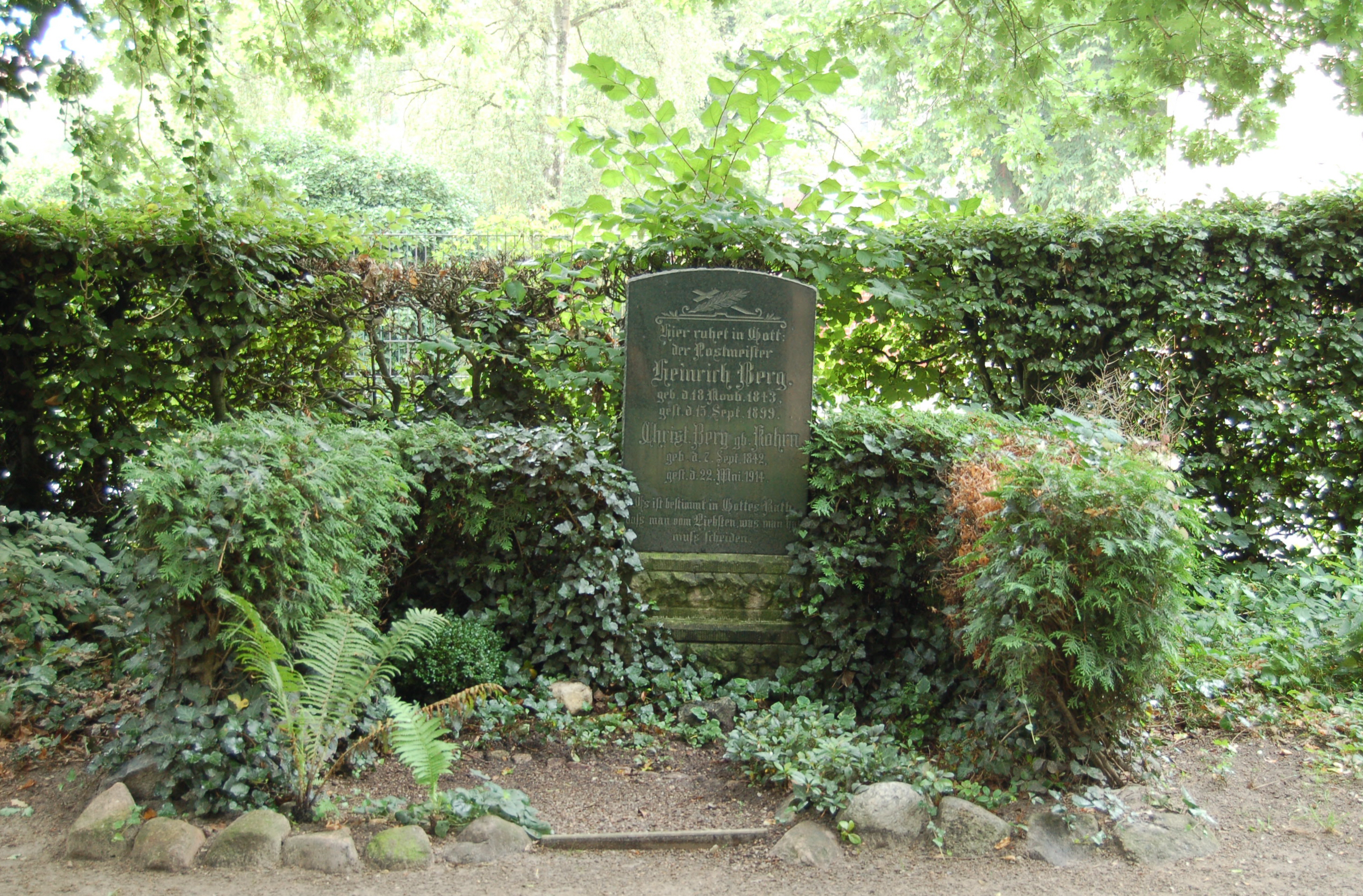
Die einzige noch vollständig erhaltene Grabstätte im Park aus dem Jahr 1899